# Парламентские выборы в Сальвадоре (1991)
Парламентские выборы в Сальвадоре проходили 10 марта 1991 года. В результате победил Националистический республиканский альянс, получившая 39 из 84 мест Законодательного собрания. Явка составила 44,7%.

## Результаты
| Партия                                          | Голоса    | %    | Места | +/-   |
| ----------------------------------------------- | --------- | ---- | ----- | ----- |
| Националистический республиканский альянс       | 466 091   | 44,3 | 39    | +8    |
| Христианско-демократическая партия              | 294 029   | 28,0 | 26    | +4    |
| Демократическая конвергенция                    | 127 855   | 12,2 | 8     | новая |
| Национальная коалиционная партия                | 94 531    | 9,0  | 9     | +2    |
| Подлинное демократическое христианское движение | 33 971    | 3,2  | 1     | новая |
| Националистический демократический союз         | 28 206    | 2,7  | 1     | новая |
| Демократическое действие                        | 6 798     | 0,7  | 0     | -1    |
| Недействительных/пустых бюллетеней              | 101 532   | -    | -     | -     |
| Всего                                           | 1 153 013 | 100  | 84    | +24   |
| Источник: Nohlen                                |           |      |       |       |